# Październik 2009

## 31 października2009
- Zmarł Jan Wejchert, współzałożyciel i prezydent grupy ITI oraz współzałożyciel TVN. (Onet.pl)

## 30 października2009
- W wieku 100 lat, zmarł francuski antropolog Claude Lévi-Strauss. (AFP)

## 29 października2009
- Nowym selekcjonerem piłkarskiej reprezentacji Polski został Franciszek Smuda. (Interia.Pl)

## 28 października2009
- W Mozambiku rozpoczęły się wybory prezydenckie i parlamentarne. (BBC News)
- W Niemczech zaprzysiężony został nowy rząd kanclerz Angeli Merkel. (BBC News)

## 25 października2009
- Co najmniej 155 osób zginęło a 500 zostało rannych w zamachach bombowych w Bagdadzie. (BBC News)
- 50 osób zginęło w katastrofie kolejowej w mieście Al-Ajjat w Egipcie. (Gazeta.pl, enWiki)
- Zajn al-Abidin ibn Ali po raz piąty z rzędu zwyciężył w wyborach prezydenckich w Tunezji. (BBC News)
- José Mujica oraz Luis Alberto Lacalle przeszli do drugiej tury wyborów prezydenckich w Urugwaju. (BBC News)

## 24 października2009
- Bokser Tomasz Adamek wygrał z Andrzejem Gołotą przez techniczny nokaut w 5. rundzie walki. (onet.pl)

## 22 października2009
- Zmarł Maciej Rybiński – polski dziennikarz, publicysta, pisarz i satyryk. (Nasze Miasto)
- Stowarzyszenie Memoriał zostało uhonorowane nagrodą Sacharowa. (Serwis Parlamentu Europejskiego)

## 21 października2009
- Prezydent Wysp Marshalla Litokwa Tomeing został zdymisjonowany po uchwaleniu przez parlament wotum nieufności. Australia Network News 26 października 2009 nowym prezydentem został wybrany Jurelang Zedkaia. (PACNEWS)

## 20 października2009
- W Nigrze, pomimo bojkotu opozycji i protestów międzynarodowych, odbyły się wybory parlamentarne. (BBC News)

## 18 października2009
- Jenson Button i zespół Brawn GP zdobyli tytuł mistrza świata Formuły 1 w sezonie 2009. (Formula1.com)

## 16 października2009
- Zmarł abp Marian Przykucki, pierwszy metropolita archidiecezji szczecińsko-kamieńskiej. (Strona Archidiecezji)
- Ali Bongo Ondimba objął stanowisko prezydenta Gabonu. (AFP)
- Wybory parlamentarne w Botswanie wygrała rządząca Demokratyczna Partia Botswany. (AFP)
- Dotychczasowy biskup pomocniczy diecezji siedleckiej Henryk Tomasik został mianowany przez papieża Benedykta XVI biskupem diecezji radomskiej. (Radio Plus Radom)

## 12 października2009
- Nagrodę Banku Szwecji im. Alfreda Nobla w dziedzinie ekonomii za rok 2009 przyznano wspólnie Oliwerowi Williamsonowi oraz Elinor Ostrom z USA. Ostrom jest pierwszą kobietą w historii nagrodzoną Noblem w ekonomii. (New York Times)

## 11 października2009
- Benedykt XVI kanonizował polskiego duchownego, Zygmunta Szczęsnego Felińskiego. (Onet.pl)

## 10 października2009
- Prezydent Polski, Lech Kaczyński podpisał traktat lizboński. (TVN24)
- Zmarł wokalista irlandzkiego boysbandu Boyzone, Stephen Gately. (Telegraph.co.uk)

## 9 października2009
- Laureatem Pokojowej Nagrody Nobla został Barack Obama, za wyjątkowe chęci na rzecz umacniania międzynarodowej dyplomacji i współpracy między narodami. www.nobelprize.org

## 6 października2009
- Jeorios Andreas Papandreu objął stanowisko premiera Grecji. (BBC News)

## 4 października2009
- Eugeniusz Tkaczyszyn-Dycki został laureatem literackiej Nagrody Nike za tom poezji Piosenka o zależnościach i uzależnieniach. (Książki wp.pl)
- W wyborach parlamentarnych w Grecji zwyciężył opozycyjny Panhelleński Ruch Socjalistyczny. (BBC News)

## 3 października2009
- W katastrofie autobusu w Chinach zginęło 17 osób, a ponad 54 zostało rannych. (tvn24.pl)
- Irlandia przyjęła w drugim referendum traktat lizboński. (tvn24.pl)
- Została otwarta Galeria Jurajska w Częstochowie. (tvn24.pl)

## 2 października2009
- W Irlandii odbyło się drugie referendum dotyczące ratyfikacji traktatu lizbońskiego. (rp.pl)
- Rio de Janeiro będzie miastem-organizatorem XXXI Letnich Igrzysk Olimpijskich w 2016 roku. (Onet.pl)
- Fińskie władze zezwoliły na oczyszczanie swoich wód z pozostałości wojskowych. (tvn24.pl)
- Zmarł Marek Edelman, lekarz i przywódca powstania w getcie warszawskim. (TVN24.pl)